# James Paxton

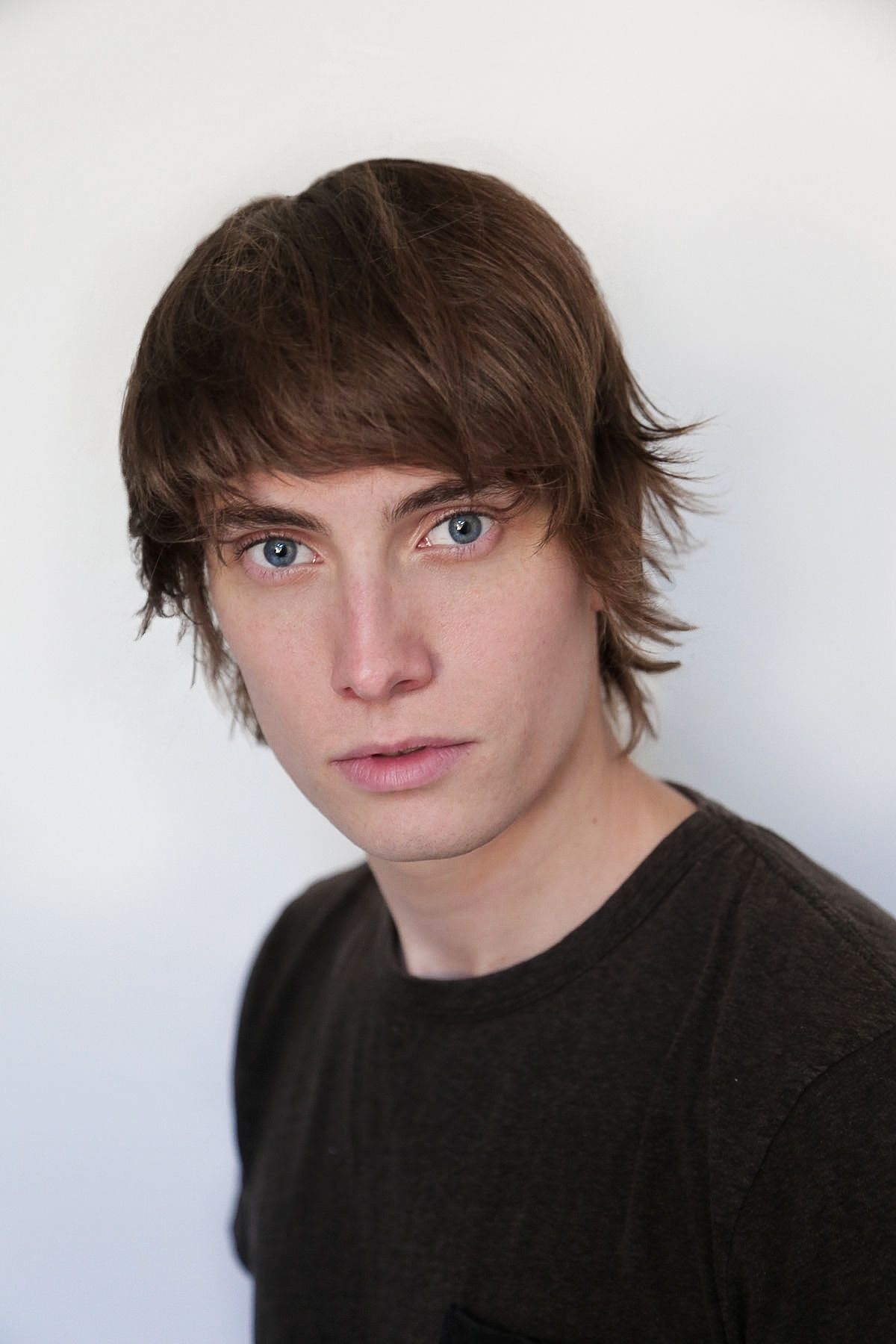
James Paxton (2018)

James Paxton (* 23. Februar 1994 in Ojai, Kalifornien) ist ein US-amerikanischer Schauspieler. Bekannt ist er für seine Rollen in den US-amerikanischen Serien Eyewitness und Marvel’s Agents of S.H.I.E.L.D..

## Leben und Karriere
James Paxton wurde am 23. Februar 1994 als Sohn des US-amerikanischen Schauspielers Bill Paxton und Louise Newbury in Ojai, Kalifornien geboren.
Seinen ersten Auftritt als Schauspieler hatte er 2003 im Film Mission 3D, in welchem er in Form eines Cameo-Auftritts den Filmsohn seines Vaters darstellte.
Weitere Auftritte in Projekten seines Vaters hatte er zudem unter anderem in Das größte Spiel seines Lebens, Term Life – Mörderischer Wettlauf sowie in der Serie Training Day.
Neben mehreren Kurzfilmenauftritten hatte er kleine Nebenrollen in den von Dan Gilroy geschriebenen und inszenierten Filmen Roman J. Israel, Esq. – Die Wahrheit und nichts als die Wahrheit und Low Tide inne, die jeweils 2017 und 2019 erschienen.
Erstmals große Bekanntheit erlangte er 2016 durch die Hauptrolle des Lukas Waldenbeck in der Dramaserie Eyewitness, welche eine US-amerikanische Adaption der norwegischen Serie Eyewitness – Die Augenzeugen darstellte. Die Serie lief auf dem Sender USA Network und blieb bei einer Staffel.
Weiter bekannt wurde er durch die im Marvel Cinematic Universe (MCU) angesiedelte Serie Marvel’s Agents of S.H.I.E.L.D., in welcher er in drei Episoden der siebten Staffel auftrat. Dabei verkörperte er eine jüngere Version des Charakters Agent John Garrett, den in der ersten Staffel noch sein Vater darstellte.
Im Deutschen sprachen ihn bisher Johannes Wolko, Alexander Merbeth und Sebastian Fitzner.

## Filmografie

### Filme
- 2003: Mission 3D (Spy Kids 3-D: Game Over)
- 2005: Das größte Spiel seines Lebens (The Greatest Game Ever Played)
- 2013: The Playful Coach (Kurzfilm)
- 2016: Term Life – Mörderischer Wettlauf (Term Life)
- 2017: Roman J. Israel, Esq. – Die Wahrheit und nichts als die Wahrheit (Roman J. Israel, Esq.)
- 2017: An American in Texas
- 2017: Penny Sucker (Kurzfilm)
- 2018: Boogeyman Pop
- 2019: The Orchard Girl (Kurzfilm)
- 2019: The Diamond Girls (Kurzfilm)
- 2019: Die Kunst des toten Mannes (Velvet Buzzsaw)
- 2019: Alien: Containment (Kurzfilm, Stimme)
- 2019: Alien: Alone
- 2019: Low Tide
- 2019: Bit
- 2019: First Person: A Film About Love
- 2019: The Fanatic
- 2020: All-In (Kurzfilm)
- 2020: Teenage Badass
- 2022: The Uncanny
- 2024: Twisters

### Serien
- 2015: Texas Rising (Miniserie, 2 Episoden)
- 2016: Eyewitness (10 Episoden)
- 2017: Training Day (Episode 1x08)
- 2019: Mr. Mom (Episode 1x10)
- 2020: Tacoma FD (2 Episoden)
- 2020: Marvel’s Agents of S.H.I.E.L.D. (3 Episoden)

### Musikvideos
- 2019: Matt Maeson: Beggar’s Song
- 2019: Matt Maeson: I Just Don’t Care That Much